# Julius Fučík (Autor)

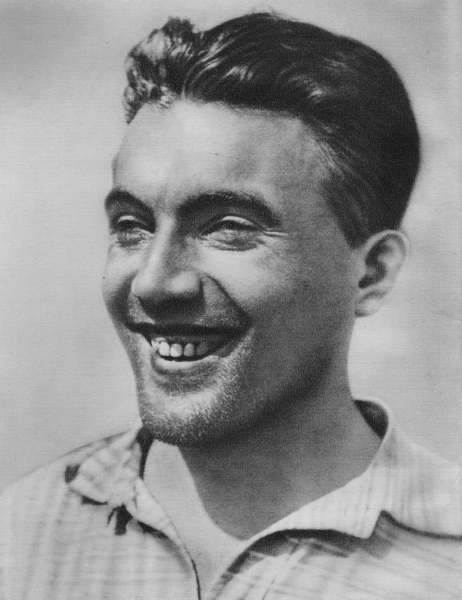
Julius Fučík (1929)

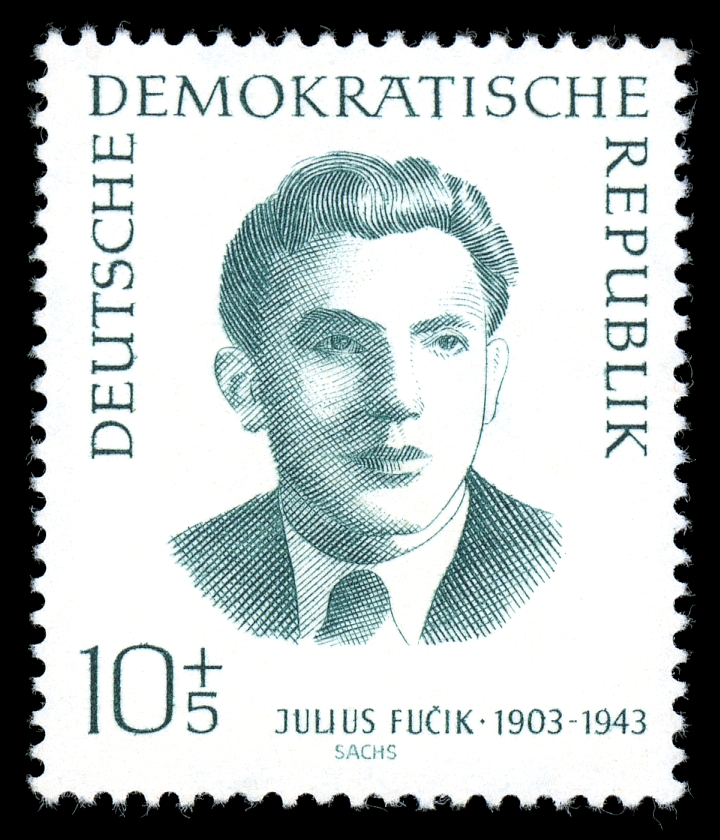
Briefmarke 1962

Julius Fučík (* 23. Februar 1903 in Prag, Österreich-Ungarn; † 8. September 1943 in Berlin) war ein tschechischer Schriftsteller, Literaturkritiker und Chefredakteur. Als Mitglied des Zentralkomitees der KPTsch wurde er von der Gestapo gefoltert und erhängt. Als antifaschistischer Märtyrer zählte er zu den wichtigsten Propagandafiguren im sozialistischen Osteuropa und der DDR.

## Leben
Im Jahr 1913 zog Fučík, ein Neffe des Komponisten Julius Fučík, mit seiner Familie von Prag nach Pilsen und besuchte dort die staatliche Realschule. Als Zwölfjähriger plante er die Gründung einer Zeitung namens Slovan (Der Slawe). Er zeigte sich sowohl politisch als auch literarisch interessiert.
1920 nahm er ein Studium in Prag auf und trat der sozialdemokratischen Arbeiterpartei bei, wobei er der Strömung der „Linken“ zuzurechnen war. Im Mai 1921 gründete dieser Flügel die Kommunistische Partei der Tschechoslowakei (KPČ). Fučík schrieb dann erste Kulturbeiträge für die örtliche Parteizeitung der KPČ Pilsen. Nach der Beendigung des Studiums fand Fučík eine Stellung als Redakteur bei der literarischen Zeitung Kmen (Der Stamm). Innerhalb der KPČ wurde er Verantwortlicher für Kulturarbeit. Im Jahr 1929 ging er zur Zeitschrift des Literaturkritikers František Xaver Šalda Tvorba (Das Schaffen). Außerdem wurde er ständiger Mitarbeiter der KPČ-Zeitung Rudé právo. In dieser Zeit kam es wiederholt zu Inhaftierungen Fučíks durch die tschechoslowakische Geheimpolizei.
Im Jahr 1930 besuchte er für vier Monate die Sowjetunion und beschrieb die dortige Situation sehr positiv. 1934 ging er erneut, diesmal für zwei Jahre, in die Sowjetunion und verfasste Reportagen, die wiederum „ein begeisterndes Bild des sowj. Lebens geben“. Nach seiner Rückkehr erfolgten heftige Auseinandersetzungen mit Autoren wie Jiří Weil und Jan Slavík wegen ihrer Kritik an den stalinistischen Entwicklungen. Fučík stellte sich hinter die Sowjetunion und bezeichnete das Vorbringen solcher Kritik als verhängnisvoll. Ab 1936 beteiligte er sich am antifaschistischen Widerstand gegen Henleins Sudetendeutsche Partei.
Nach dem Münchner Abkommen unterband die Prager Regierung die Tätigkeit der KPČ ab September 1938 weitgehend. Fučík veröffentlichte nun unter Pseudonym in bürgerlichen Zeitungen vor allem zu historischen Themen. Nach der deutschen Zerschlagung der Tschechoslowakei und Errichtung des Protektorats im März 1939 engagierte Fučík sich in der Widerstandsbewegung. Zeitweise lebte er mit seiner Familie nun in Chotiměř. Später ging er getarnt als Professor Horák nach Prag. Ab dem Frühjahr 1941 gehörte er zum Zentralkomitee der KPTsch. Er erstellte Flugblätter und versuchte, die KP-Zeitung Rudé právo regelmäßig herauszugeben. Unter seiner Leitung erschien auch das populäre Wochenblatt Tvorba.
Am 24. April 1942 wurde er in Prag, wohl eher zufällig bei einer Razzia, verhaftet. Zunächst kam er ins Gefängnis Pankrác und zu Verhören ins Palais Petschek und wurde gefoltert. Während der Haft entstand dort seine Reportage unter dem Strang geschrieben, die Wärter Adolf Kolínský und Josef Hora schmuggelten sie hinaus.
Während der kommunistischen Herrschaft wurde der Text um kritische Passagen gekürzt. Insbesondere die letzten drei Seiten mit seiner Darstellung, er habe mit der Gestapo zwecks Täuschung „geredet“, wurden weggelassen. Seine Kritik an der Tschechisierungspolitik in der Tschechoslowakischen Republik (1918–1938) gegenüber der deutschen Minderheit und sein Eintreten für das Recht der Sudetendeutschen auf Selbstbestimmung fanden zwischen 1945 und 1989 keine Veröffentlichung.
Erst nach der samtenen Revolution konnte eine vollständige Ausgabe erscheinen, 1995 lag erstmals eine komplette Fassung des Werkes vor. Das Buch ist das meistübersetzte Werk in tschechischer Sprache. In fast 90 Sprachen sind rund 300 Auflagen erschienen. In späteren Jahren wurde die Authentizität bestritten. Inzwischen wurde die Authentizität jedoch wissenschaftlich nachgewiesen.
Im Mai 1943 wurde er nach Deutschland deportiert. Für etwas mehr als zwei Monate war er erst im Gefängnis Bautzen, danach in Berlin inhaftiert. In Berlin wurde er am „Volksgerichtshof“ wegen Hochverrats angeklagt. Den Vorsitz des Gerichts führte Roland Freisler, der ihn zum Tode verurteilte. Am 8. September 1943 wurde er im Strafgefängnis Plötzensee hingerichtet.
Vor seiner Hinrichtung schrieb Julius Fučík: „In wie viel tausend Gefängniszellen ist die Menschheit wohl auf und ab gelaufen, um voranzukommen?“
Er war verheiratet mit Gusta Fučíková (1903–1987). Gusta Fučíkova, die zu diesem Zeitpunkt im KZ Ravensbrück interniert war, bekam erst nach Kriegsende Gewissheit über das Schicksal ihres Mannes.

## Gedenkorte und Erinnerung
- Asteroid (2345) Fučik[8]
- Mount Fučík in der Antarktis

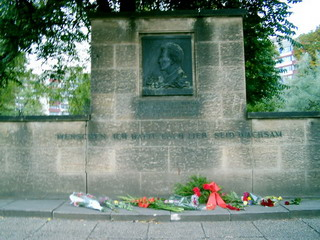
Julius-Fučík-Denkmal am Straßburger Platz in Dresden

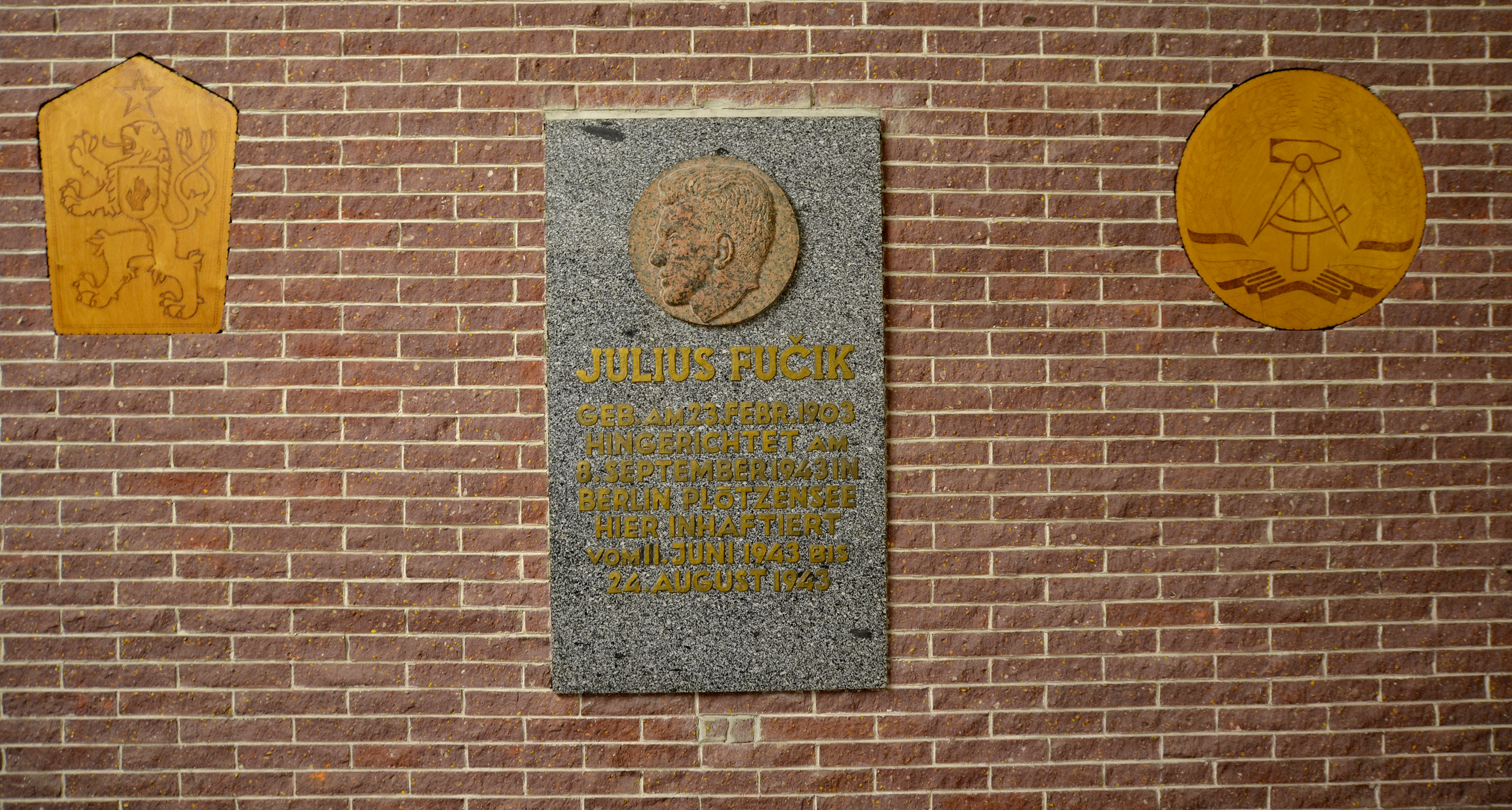
Fučík-Gedenkbereich in Bautzen II

- In Berlin-Pankow gibt es bis heute ein Denkmal für Julius Fučík im Bürgerpark. Es besteht aus fünf bis etwa acht Meter hohen Betonsäulen und im Zentrum ist das Antlitz von Julius Fučík zu sehen (siehe Büste oben). Darunter steht: „Menschen, ich hatte euch lieb, seid wachsam“ auf Deutsch, Russisch und Tschechisch, ein Zitat aus der Reportage unter dem Strang geschrieben. Jährlich findet im Bürgerpark ein Gedenklauf zu Ehren Julius Fučíks statt.[9]
- Der Schriftsteller Milan Kundera schrieb 1955 das lange Gedicht Der letzte Mai (Poslední máj, 1955) über Fučík
- Der sowjetische Dramatiker Juri Burjakowski schrieb das Drama Julius Fucik, das u. a. vom Deutschen Theater aufgeführt wurde.[10]
- In Kühlungsborn wurde in der DDR ein inzwischen abgerissenes Erholungsheim nach Fučík benannt.
- Das Zitat aus seinem Abschiedsbrief – „Menschen, ich hatte euch lieb, seid wachsam“ – steht am Eingang des Ehrenhains Hamburger Widerstandskämpfer auf dem Friedhof Ohlsdorf, auf einem Gedenkstein vor dem Badehaus Goor bei Putbus auf Rügen und in mehreren Sprachen auf dem Monumento alla Resistenza europea in Como.
- Der frühere Stübel-Platz in Dresden wurde 1951 in Fučíkplatz umbenannt. Dort steht bis heute das Julius-Fučík-Denkmal, es wurde am 20. Todestag Fučíks am 8. September 1963 aufgestellt. Das nahe Ausstellungszentrum Fučíkplatz sowie ein Bahnhof der Dresdner Parkeisenbahn, Frohe Zukunft (Fučíkplatz), waren nach ihm benannt. Der Platz trägt seit 1991 den Namen Straßburger Platz, die Ausstellungshallen wurden zugunsten der Gläsernen Manufaktur abgerissen, der Bahnhof wurde mit seiner Gleisschleife ca. 300 Meter vom Platz entfernt und ohne erneute Namensnennung neu errichtet.
- Das Frachtschiff Yulius Fuchik, sowjetische Variante des US-amerikanischen SeaBee-Schiffs, unter Flagge einer internationalen Reederei unter Führung der Sowjetunion, war von 1978 bis Mitte der 1990er Jahre im Liniendienst zwischen dem Donaudelta und Südostasien im Einsatz.
- In Zwickau-Planitz gibt es seit Mitte der 1970er Jahre die Fucik-Oberschule.
- In Leipzig (Thekla) wurde 1977 eine Julius-Fučik-Oberschule eingeweiht.
- In der DDR waren nach Fučík Straßen und öffentliche Einrichtungen benannt, von denen viele nach der deutschen Wiedervereinigung umbenannt wurden.
- Im Eingangsbereich der Stasi-Sonderhaftanstalt Bautzen II wurde im Jahr 1979 von der Volkspolizei ein Gedenkort eingeweiht.

## Werke
- V zemi, kde zítra již znamená včera 1932; deutsch: Eine Welt, in der das Morgen schon Geschichte ist. Übersetzt von Günther Jarosch. List, Leipzig 1950, DNB 451401204 (Reportage einer Reise in die Sowjetunion).
- Reportáž psaná na oprátce. 1945 (Hrsg.: Gusta Fučíkova). Deutsche Übersetzung: Reportage unter dem Strang geschrieben, Globus Verlag, Wien 1946, Dietz Verlag, Berlin 1947; Verlag Volk und Welt, Berlin 1973; Verlag Pahl-Rugenstein, Bonn 2000, ISBN 3-89144-272-6. PDF
- Eine Reise nach München – Juli 1934, Deutsche Erstveröffentlichung einer wiederentdeckten Reportage; Übersetzung: Helga Katzschmann, Verlag Wiljo Heinen, Berlin / Böklund 2013, ISBN 978-3-95514-011-3.

## Verfilmung
- 1962: Reportage unter dem Strang geschrieben (Reportáž psaná na oprátce)